# Biefeld–Brown-effekt
Biefeld–Brown-effekten är en elektrisk effekt som alstrar en jonström som överför sin rörelsemängd till omgivande neutrala partiklar. Den upptäcktes på 1920-talet av Paul Alfred Biefeld  och  Thomas Townsend Brown. Effekten är elektrohydrodynamik (EHD),  en motsvarighet till den mer kända magnetohydrodynamiken.

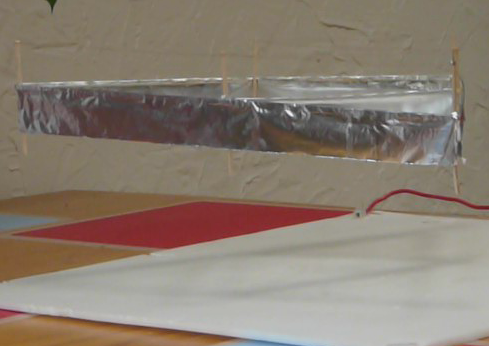
En "Lifter v2".

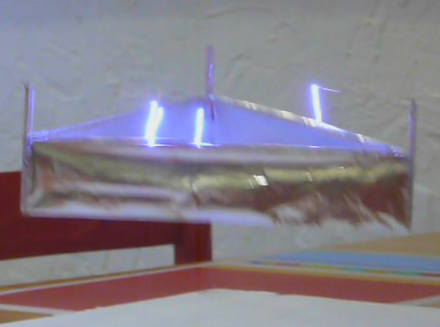
"Lifter v1" - en mindre lyckad variant.

På 1950- och 1960-talen genomfördes omfattande forskningsarbeten kring denna elektriska framdrivningseffekt under den period av United States gravity control propulsion research (1955–1974) som publicerades. Topphemliga experiment om effekten utfördes även i Frankrike 1955–1958 av Townsend Brown och SNCASO under namnet Project Montgolfier.
Under 1964 publicerade uppfinnaren mm Alexander de Seversky mycket av  sina arbeten kring detta som US patent 3130945. I avsikt att förebygga alla möjliga missförstånd om anordningarna, åsatte han dessa flygande maskiner namnet Ionocraft. Under följande år övergavs många lovande koncept till följd av tekniska begränsningar. Effekten har dock åter väckt intresse och sådana flygande anordningar går nu under beteckningen EHD thruster. Enkla en-stegs versioner som lyfts av denna effekt har kallats för lifter.